# Palmyra (Wisconsin)
Palmyra – miasto w Stanach Zjednoczonych, w stanie Wisconsin, w hrabstwie Jefferson.